# Канейбек (округ)
Кане́йбек (англ. Kanabec County) — округ в штате Миннесота, США. Административный центр и крупнейший город — Мора. По переписи 2000 года в округе проживают 14 996 человек. Площадь — 1381 км², из которых 1359,2 км² — суша, а 21,8 км² — вода. Плотность населения составляет 11 чел./км².

## История
Округ был основан в 1858 году.